# Gammateleskop
Gammateleskope sind Instrumente zum Empfangen und Messen der aus dem Weltall kommenden Gammastrahlung. Diese energiereichste elektromagnetische Strahlung geht bei Astronomischen Objekten v. a. von kernphysikalischen Prozessen, von extrem heißen Objekten (z. B. Supernovae) und bei starker Materiebeschleunigung durch Schwarze Löchern aus.
Die Gammaastronomie ist der jüngste Forschungszweig der Astronomie und ist dabei, die gewaltigen Energieprozesse im Umkreis aktiver Galaxienkerne und bei Gammablitzen zu klären.

## Weltraumobservatorien
Die Strahlung mit Wellenlängen unter 0,01 nm ist vom Erdboden aus nicht beobachtbar, weil die Atmosphäre in diesem Energiebereich (Photonen >200 keV) undurchlässig ist. Deswegen werden Gammateleskope nur in Forschungssatelliten oder Weltraumobservatorien eingesetzt.
Gammastrahlen durchdringen sogar Teleskope für streifenden Einfall (siehe Röntgenoptik) und können daher mit traditionellen Methoden kaum gebündelt werden. Man benötigt einen massereichen Strahlungsdetektor, um Gamma-Photonen überhaupt einzufangen. So hatte das Compton Gamma Ray Observatory (in Betrieb 1991 bis 2000) eine Masse von 17 Tonnen. Die Lokalisierung der Gammaquellen reichte nicht aus, um die erzeugenden Objekte zu identifizieren.
Daher hat die NASA ihr neues Gammastrahlenobservatorium Swift (gestartet 2004) mit einem Röntgenteleskop kombiniert, das die meist gleichzeitig eintreffenden langwelligeren Röntgenstrahlen auf einige Bogensekunden genau orten kann. Sobald Swift einen Ausbruch im Gammastrahlenbereich entdeckt, suchen die anderen Detektoren die Quelle im Röntgen- und auch im optischen Spektralbereich ab.
Weitere Weltraum-Gammaobservatorien waren bzw. sind COS-B, Integral, High Energy Transient Explorer, AGILE, Fermi Gamma-ray Space Telescope.

## Messungen am Erdboden
Auf der Erdoberfläche lässt sich Kosmische Gammastrahlung indirekt durch die Auslösung von Teilchenschauern in der Luft nachweisen. Die einfallenden Teilchen treten mit Luftatomen in Wechselwirkung, wodurch eine Kaskade von Sekundärteilchen entsteht. In diesen Luftschauern geben Stickstoff-Atome ihre Anregungsenergie als Fluoreszenzlicht und Tscherenkow-Strahlung ab. Die Richtung kann durch Verzögerungsmessung entlang der Schauerfront oder stereoskopisch (durch mehrere benachbarte Teleskope) bestimmt werden, die Energieverteilung aus den Teilchenzahlen.
Solche bodengestützten Teleskope für Gammastrahlung sind vor allem das MAGIC-System auf La Palma und das High Energy Stereoscopic System (HESS) in Namibia.